# Felice Barnabei

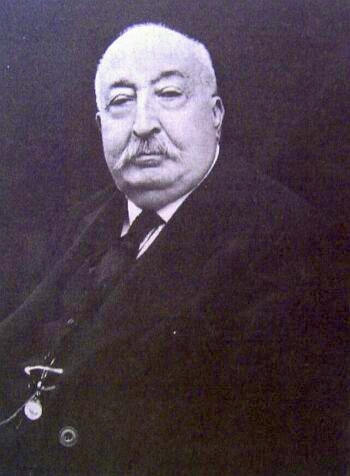
Felice Barnabei (um 1900)

Felice Barnabei (* 13. Januar 1842 in Castelli (Abruzzen); † 29. Oktober 1922 in Rom) war ein italienischer Klassischer Archäologe.
Felice Barnabei war zunächst Mitarbeiter, von 1895 bis 1900 Generaldirektor der Amministrazione delle Antichità e Belle Arti. Hier war er eine der treibenden Kräfte bei der Schaffung eines italienischen nationalen Antikendienstes. Er gründete das Museo Nazionale Romano, das Museo Nazionale Etrusco di Villa Giulia und weitere Museen in Tarent, Syrakus, Cagliari und Este. Er publizierte viele Fundberichte und war jahrzehntelang Redakteur der Notizie degli scavi. 
Im Jahr 1900 wurde Barnabei für die Provinz Teramo Abgeordneter in der Camera dei deputati, später war er Mitglied des italienischen Staatsrats.

## Schriften (Auswahl)
- Degli scritti di Alessio Simmaco Mazzocchi su la storia di Capua e su le tavole di Eraclea, Tipografia Italiana, Neapel 1874
- Dell’arte ceramica in Roma, discorso di Felice Barnabei pronunziato il 20 marzo 1881 inaugurandosi la mostra dei lavori ceramici romani nel museo artistico industriale, Rom 1881
- La villa pompeiana di P. Fannio Sinistore scoperta presso Boscoreale, Tip. dell’Accademia dei Lincei, Roma 1901
- Sulla tutela e conservazione dei monumenti: discorso pronunciato alla Camera dei deputati nella tornata del 16 maggio 1902. Tip. della Camera dei deputati, Rom 1902